# El Castellar (Terol)
El Castellar és un municipi de l'Aragó a la província de Terol i enquadra a la comarca de Gúdar-Javalambre. En el seu terme municipal neix el riu Millars i en el nucli urbà hi ha un castell que es va restaurar que està en mans privades.